# Roscoe Simons
Roscoe Simons è un personaggio dei fumetti, creato da Steve Englehart (testi) e Sal Buscema (disegni), pubblicato dalla Marvel Comics. La sua prima apparizione avviene in Captain America and The Falcon n. 177, mentre veste i panni di Capitan America per la prima volta in Captain America and The Falcon n. 181.
Erano gli anni dello scandalo Watergate, e gli autori decisero che Steve Rogers, l'originale Capitan America, rinunciasse al suo costume, a simboleggiare la delusione che aleggiava tra il popolo americano in quel periodo, diventando Nomad, l'eroe senza patria. Roscoe fu un personaggio che cercò di sostituirsi a lui, ma che andò incontro ad un tragico destino. La sua morte servì a motivare il ritorno di Rogers nel ruolo di Capitan America.

## Biografia del personaggio
Durante il periodo in cui Steve Rogers, una volta appresa la corruzione che si celava nella Casa Bianca, smise i panni di Capitan America per vestire quelli di Nomad, molte persone iniziarono a chiedersi che fine avesse fatto l'eroe.
Una di queste, un giovane ginnasta di nome Roscoe, decise di andare alla sua ricerca, e presto incontrò il suo partner, l'eroe di Harlem chiamato Falcon. Roscoe chiese a Falcon di addestrarlo affinché lui potesse diventare il nuovo Capitan America, ma Wilson rifiutò.
Tutt'altro che scoraggiato, Roscoe si procurò una copia del costume e dello scudo di Cap, intenzionato a dimostrare di avere la stoffa per sostituire l'eroe.
Mentre seguiva Falcon mentre questi pattugliava la città, i due s'imbatterono in tre uomini in costume che stavano rapinando una banca; Falcon cercò di convincerlo a farsi da parte, ma Roscoe si lanciò in fretta sui criminali.
Malgrado l'inesperienza, Roscoe riuscì a sconfiggere i rapinatori, grazie all'aiuto di Falcon, che iniziava a ricredersi, convincendosi che forse il ragazzo era tagliato per diventare un combattente del crimine. Tuttavia poco dopo entrò nella banca un uomo incappucciato, che riuscì a catturare i due eroi.
Il misterioso aggressore si rivelò essere il Teschio Rosso che, una volta scoperto che il Capitano catturato non era quello vero, s'infuriò e lo uccise brutalmente. Il Teschio poi ferì gravemente Falcon e appese su un tetto il corpo di Roscoe come avvertimento per Steve Rogers.
La morte di Roscoe spronò Rogers a tornare sui suoi passi, tornando a essere Capitan America.

## Cronologia dei fumetti

### Roscoe
- Captain America an The Falcon n. 177 (settembre 1974): Lucifer be thy name, narrata di Steve Englehart (testi), Sal Buscema (disegni) e Vincent Colletta (chine);[1]
- Captain America and The Falcon n. 178 (ottobre 1974): If the Falcon should fall...!, narrata di Steve Englehart (testi), Sal Buscema (disegni) e Vincent Colletta (chine);[2]
- Captain America and The Falcon n. 179 (novembre 1974): Slings and arrows!, narrato di Steve Englehart (testi), Sal Buscema (disegni) e Vincent Colletta (chine);[3]
- Captain America and The Falcon n. 180 (dicembre 1974): The coming of the Nomad!, narrata di Steve Englehart (testi), Sal Buscema (disegni) e Vincent Colletta (chine);[4]

### Capitan America
- Captain America and The Falcon n. 181 (gennaio 1975): The mark of madness!, narrata di Steve Englehart (testi), Sal Buscema (disegni) e Vincent Colletta (chine);[5]
- Captain America and The Falcon n. 182 (febbraio 1975): Inferno!, narrato di Steve Englehart (testi), Frank Robbins (disegni) e Joe Giella (chine);[6]
- Captain America and The Falcon n. 183 (marzo 1975): Nomad: No more!, narrata di Steve Englehart (testi), Frank Robbins (disegni) e Frank Giacoia (chine);[7]